# 333061 Joshuanelson
333061 Joshuanelson è un asteroide della fascia principale. Scoperto nel 2004, presenta un'orbita caratterizzata da un semiasse maggiore pari a 2,445630 UA e da un'eccentricità di 0,198592, inclinata di 1,562872° rispetto all'eclittica.